# کوشلین
کوشلین (به لهستانی:  Kuślin) یک روستا در لهستان است که در گمینا کوشلین واقع شده‌است.